# Asertivitate
Asertivitatea este calitatea de a fi sigur pe sine și încrezător fără a fi agresiv pentru a apăra un punct de vedere corect sau o afirmație relevantă. În domeniul psihologiei și psihoterapiei, este o abilitate care poate fi învățată și un mod de comunicare. Dorland's Medical Dictionary⁠(d) definește asertivitatea ca:
„o formă de comportament caracterizată printr-o declarație încrezătoare sau afirmarea unei afirmații fără a fi nevoie de dovezi; aceasta afirmă drepturile sau punctul de vedere al persoanei fără a amenința în mod agresiv drepturile altei persoane (asumându-și o poziție dominantă) sau permițându-i în mod supus altei persoane să ignore sau să nege drepturile sau punctul de vedere.”
Asertivitatea este o abilitate de comunicare care poate fi predată, iar abilitățile de comunicare asertivă pot fi învățate eficient.
Asertivitatea este o metodă de gândire critică, prin care o persoană își susține punctul de vedere sau se exprimă în fața unor informații eronate. În plus, persoanele asertive sunt capabile să fie directe și să analizeze informațiile și să evidențieze zonele din informații lipsite de substanță, detalii sau dovezi. Astfel, se poate observa că asertivitatea sprijină gândirea creativă și comunicarea eficientă.
Cu toate acestea, în a doua jumătate a secolului al XX-lea, asertivitatea a fost din ce în ce mai evidențiată ca o abilitate comportamentală predată de mulți experți în dezvoltare personală, terapeuți comportamentali și terapeuți cognitiv-comportamentali. Dar acum asertivitatea este adesea legată de stima de sine⁠(d). Termenul și conceptul au fost popularizate publicului larg de cărți precum Your Perfect Right: A Guide to Assertive Behavior (1970) de Robert Eating.

## Caracteristici
Oamenii asertivi tind să aibă următoarele caracteristici:
- Ei se simt liberi să își exprime sentimentele, gândurile și dorințele.
- De asemenea, ei sunt „capabili să inițieze și să mențină relații confortabile cu [alte] persoane”
- Își cunosc drepturile.
- Au control asupra furiei lor. Acest lucru nu înseamnă că își reprimă acest sentiment. Înseamnă că își controlează furia și vorbesc despre ea într-un mod rațional.
- „Persoanele asertive ... sunt dispuse să facă compromisuri cu ceilalți, mai degrabă decât să își dorească întotdeauna propriul drum ... și tind să aibă o bună stimă de sine”.